# 自立支援
自立支援（じりつしえん）は、対人援助における対象者の自立に向けた支援をいう。

## 概要

### 介護福祉
介護福祉の分野においては対象者のADL（日常生活動作）の自立に向けた支援などを指して用いられることが多いが、身体的な自立に限らず精神面での自立を支援することや、対象者の主体性や意向を尊重することも自立支援に含まれる。
2001年にWHOが従来のICIDH（国際障害分類）からICF（国際生活機能分類）に発展させたことにより、自立支援についての考え方が変わった。以前は被援助者の障害を克服することを自立支援とした。以後は以前に加え被援助者の持っている力にも注目して支援することを自立支援と言う。特に、被援助者自身が実現しようとする暮らしの様を目標像として自ら主体的に取り組めるようサポートする立場が自立支援を行う者に期待されている（ケアマネジメントなど）。

### 社会的弱者支援
ホームレス、障害者、一人親家庭、生活保護受給世帯、つまり社会的弱者に対する支援の分野においては、「就労促進」と置き換えることができる。近年、厚生労働省界隈の流行している。2000年にホームレス支援事業が検討され（法律は2002年のホームレスの自立の支援等に関する特別措置法）、2002年に児童扶養手当法と母子及び寡婦福祉法の改正があり、2005年に生活保護受給者等就労支援事業、2006年に障害者自立支援法が制定される。2013年には、障害者自立支援法が改正され、障害者総合支援法が施行となった。
障害者自立支援法については一部の障害者が応益負担は「障害者の生存権（日本国憲法第25条1項）を侵害している」として違憲訴訟が起こされたが、各地方裁判所において訴訟は終結している。